# Чекмень (река)
Чекмень — река в России, протекает в Пермском крае и Свердловской области. Устье реки находится в 24 км по правому берегу Большой Именной. Длина реки составляет 18 км.

## Данные водного реестра
По данным государственного водного реестра России, Чекмень относится к Иртышскому бассейновому округу, речному бассейну Иртыша, речному подбассейну Тобола. Водохозяйственный участок — Тура от истока до впадения реки Тагил.
Код объекта в государственном водном реестре — 14010501212111200004435.